# Mos italicus
Con mos italicus si intende il sistema di studio e di approccio al diritto più legato alla tradizione medievale in uso agli inizi dell'età moderna (circa XV-XVI secolo) e chiamato così in contrapposizione al più innovativo mos gallicus praticato dagli umanisti della scuola culta. Il mos italicus si basava sul lavoro della scuola dei commentatori e sugli insegnamenti di Bartolo da Sassoferrato.